# Trentepohlia kinabaluensis
Trentepohlia kinabaluensis är en tvåvingeart som beskrevs av Edwards 1933. Trentepohlia kinabaluensis ingår i släktet Trentepohlia och familjen småharkrankar. Inga underarter finns listade i Catalogue of Life.